# Греко-римская борьба на летних Олимпийских играх 1960 — до 87 кг
Соревнования по греко-римской борьбе в рамках Олимпийских игр 1960 года в полутяжёлом весе (до 87 килограммов) прошли в Риме с 26 по 31 августа 1960 года в «Базилике Максенция».
Турнир проводился по системе с начислением штрафных баллов, но в сравнении с прошлыми играми, сменилась система их начисления и был введён такой результат, как ничья. За чистую победу штрафные баллы не начислялись, за победу по очкам борец получал один штрафной балл, за ничью два штрафных балла, за поражение по очкам три штрафных балла, за чистое поражение — четыре штрафных балла. Борец, набравший шесть штрафных баллов, из турнира выбывал. Трое оставшихся борцов выходили в финал, где проводили встречи между собой. Встречи между финалистами, состоявшиеся в предварительных схватках, шли в зачёт. Схватка по регламенту турнира продолжалась 12 минут. Если в течение первых шести минут не было зафиксировано туше, то судьи могли определить борца, имеющего преимущество. Если преимущество никому не отдавалось, то назначалось четыре минуты борьбы в партере, при этом каждый из борцов находился внизу по две минуты (очередность определялась жребием). Если кому-то из борцов было отдано преимущество, то он имел право выбора следующих шести минут борьбы: либо в партере сверху, либо в стойке. Если по истечении четырёх минут не фиксировалась чистая победа, то оставшиеся две минуты борцы боролись в стойке.
В полутяжёлом весе боролись 17 участников.  Самым молодым был 22-летний борец Георге Поповичи, самым возрастным 36-летний Антонио Черрони. Фаворитом был Гиви Картозия, действующий чемпион Олимпийских игр и победитель трёх последних чемпионатов мира — но в среднем весе. Несмотря на то, что это были его первые международные соревнования в полутяжёлом весе, он рассматривался как главный претендент на победу. Некоторую конкуренцию ему мог создать Руне Янссон, бронзовый призёр Олимпийских игр снова же в среднем весе и бронзовый призёр чемпионата мира 1958 года в полутяжёлом весе. Турнир получился напряжённым. К шестому кругу осталось четыре борца: Картозия, Крали Бимбалов, Тевфик Кыш и Петер Пити и у каждого из них было по пять штрафных баллов, то есть в турнире их оставляла лишь чистая победа. После первой встречи, в которой Бимбалов одолел Пити лишь по очкам, победитель следующей встречи Кыш — Картозия получал бы «золото» при условии чистой победы. Но Кыш победил Картозию лишь по очкам. В результате все четыре борца выбыли из турнира, поэтому финала не было вообще, а победитель определялся по штрафным баллам, набранным к тому времени. Бронзовую медаль получил Картозия, за счёт личной победы над Пити в пятом круге. Но с вопросом определения чемпиона и вице-чемпиона оказалось всё сложнее. Количество штрафных баллов у Бимбалова и Кыша было одинаковым. Больше того, их личная встреча во втором круге закончилась вничью. Кыш завоевал «золото», а Бимбалову было вручена серебряная медаль лишь по результатам взвешивания, в котором Кыш оказался чуть легче.   

## Призовые места
- Тевфик Кыш (TUR)
- Крали Бимбалов (BUL)
- Гиви Картозия (URS)

## Первый круг
| Штрафных баллов | Участник 1                | Результат   | Участник 2                 | Штрафных баллов |
| --------------- | ------------------------- | ----------- | -------------------------- | --------------- |
| 1               | Гиви Картозия (URS)       | По очкам    | Ховард Джордж (USA)        | 3               |
| 1               | Герберт Альбрехт (EUA)    | По очкам    | Руне Янссон (SWE)¹         | 3               |
| 0               | Георге Поповичи (ROU)     | Туше (2:56) | Сунта Исикура (JPN)        | 4               |
| 1               | Ойген Висбергер мл. (AUT) | По очкам    | Морис Жаке (FRA)           | 3               |
| 1               | Крали Бимбалов (BUL)      | По очкам    | Влодзимеж Смолинский (POL) | 3               |
| 1               | Тевфик Кыш (TUR)          | По очкам    | Курт Рустерхольц (SUI)     | 3               |
| 1               | Петер Пити (HUN)          | По очкам    | Антонио Черрони (ITA)      | 3               |
| 0               | Хосе Панизо (ESP)         | Туше (1:54) | Хулио Граффинья (ARG)²     | 4               |
| 0               | Антеро Ванханен (FIN)     | Пропускал   |                            |                 |

¹ Снялся с соревнований 

² Снялся с соревнований

## Второй круг
| Штрафных баллов | Участник 1                 | Результат   | Участник 2             | Штрафных баллов |
| --------------- | -------------------------- | ----------- | ---------------------- | --------------- |
| 2               | Гиви Картозия (URS)        | По очкам    | Антеро Ванханен (FIN)  | 3               |
| 2               | Герберт Альбрехт (EUA)     | По очкам    | Ховард Джордж (USA)    | 6               |
| 2               | Ойген Висбергер мл. (AUT)  | По очкам    | Сунта Исикура (JPN)    | 7               |
| 3               | Морис Жаке (FRA)           | Туше (0:58) | Георге Поповичи (ROU)  | 3               |
| 3               | Тевфик Кыш (TUR)           | Ничья       | Крали Бимбалов (BUL)   | 3               |
| 4               | Влодзимеж Смолинский (POL) | По очкам    | Антонио Черрони (ITA)  | 6               |
| 2               | Петер Пити (HUN)           | По очкам    | Курт Рустерхольц (SUI) | 8               |
| 0               | Хосе Панизо (ESP)          | Пропускал   |                        |                 |

## Третий круг
| Штрафных баллов | Участник 1            | Результат | Участник 2                 | Штрафных баллов |
| --------------- | --------------------- | --------- | -------------------------- | --------------- |
| 3               | Антеро Ванханен (FIN) | По очкам  | Хосе Панизо (ESP)          | 3               |
| 3               | Гиви Картозия (URS)   | По очкам  | Герберт Альбрехт (EUA)     | 5               |
| 4               | Георге Поповичи (ROU) | По очкам  | Ойген Висбергер мл. (AUT)  | 5               |
| 4               | Крали Бимбалов (BUL)  | По очкам  | Морис Жаке (FRA)           | 6               |
| 4               | Тевфик Кыш (TUR)      | По очкам  | Влодзимеж Смолинский (POL) | 7               |
| 2               | Петер Пити (HUN)      | Пропускал |                            |                 |

## Четвёртый круг
| Штрафных баллов | Участник 1            | Результат    | Участник 2                | Штрафных баллов |
| --------------- | --------------------- | ------------ | ------------------------- | --------------- |
| 2               | Петер Пити (HUN)      | Туше (1:26)  | Хосе Панизо (ESP)         | 7               |
| 3               | Антеро Ванханен (FIN) | Туше (10:30) | Герберт Альбрехт (EUA)    | 9               |
| 4               | Гиви Картозия (URS)   | По очкам     | Георге Поповичи (ROU)     | 7               |
| 5               | Крали Бимбалов (BUL)  | По очкам     | Ойген Висбергер мл. (AUT) | 8               |
| 4               | Тевфик Кыш (TUR)      | Пропускал    |                           |                 |

## Пятый круг
| Штрафных баллов | Участник 1           | Результат | Участник 2            | Штрафных баллов |
| --------------- | -------------------- | --------- | --------------------- | --------------- |
| 5               | Тевфик Кыш (TUR)     | По очкам  | Антеро Ванханен (FIN) | 6               |
| 5               | Гиви Картозия (URS)  | По очкам  | Петер Пити (HUN)      | 5               |
| 5               | Крали Бимбалов (BUL) | Пропускал |                       |                 |

## Шестой круг
| Штрафных баллов | Участник 1           | Результат | Участник 2          | Штрафных баллов |
| --------------- | -------------------- | --------- | ------------------- | --------------- |
| 6               | Крали Бимбалов (BUL) | По очкам  | Петер Пити (HUN)    | 8               |
| 6               | Тевфик Кыш (TUR)     | По очкам  | Гиви Картозия (URS) | 8               |